# Tyrrell 020B
Der Tyrrell 020B war ein Rennwagen des britischen Motorsportteams Tyrrell, der in der Formel-1-Saison 1992 eingesetzt wurde. Er war eine Weiterentwicklung des im Jahr zuvor eingesetzten Tyrrell 020, der an die Erfolge seines Vorgängers nicht anknüpfen konnte.

## Hintergrund
Der Traditionsrennstall Tyrrell hatte in den 1980er-Jahren eine Reihe sportlicher Misserfolge erlebt. 1989 und 1990 fand das Team mit den innovativ konstruierten Modellen 018 und 019 wieder Anschluss an das Mittelfeld; beide Jahre schloss es auf dem fünften Platz der Konstrukteursmeisterschaft ab. Für die Saison 1991 gelang es dem Team, anstelle der bisher verwendeten Kundenmotoren von Cosworth hoch entwickelte Zehnzylindertriebwerke von Honda zu erhalten. Teamchef Ken Tyrrell versprach sich davon eine weitere Leistungssteigerung. Als Einsatzfahrzeug meldete Tyrrell 1991 den von Harvey Postlethwaite entwickelten Tyrrell 020, der allerdings die in ihn gesetzten Erwartungen nicht erfüllte; das Team fiel in der Jahresendwertung auf Platz sechs der Konstrukteursmeisterschaft ab. Bereits nach einem Jahr beendete Honda die Allianz mit Tyrrell. Ken Tyrrell erwog daraufhin Ende 1991 den Verkauf seines Rennstalls; unter anderem war das italienische Formel-3000-Team Il Barone Rampante an einer Übernahme interessiert.
Erst im Dezember 1991, weniger als drei Monate vor dem ersten Rennen der Saison 1992, ergab sich für Tyrrell die Möglichkeit, auch 1992 einen leistungsfähigen Motor einzusetzen, sodass sich Ken Tyrrell für eine Fortsetzung des Rennbetriebs entschied. Tyrrell erhielt den Zehnzylindermotor von Ilmor vom Typ 2175A, der 1989 im Auftrag des March-Sponsors Leyton House entwickelt und seit 1990 zunächst exklusiv bei March bzw. Leyton House eingesetzt worden war. Leyton House hielt in den ersten eineinhalb Jahren die Rechte an diesem Motor. Nachdem das japanische Unternehmen im Sommer 1991 in einen Wirtschaftsskandal verwickelt und Akira Akagi, der Inhaber des Unternehmens, verhaftet worden war, übertrug Leyton House die Rechte an dem Motor auf den Konstrukteur Ilmor zurück, der daraufhin in der Lage war, ihn anderen Rennställen anzubieten. Parallel zu Tyrrell setzte auch March 1992 den Ilmor-Motor ein, erhielt aber eine ältere Spezifikation, die weniger leistungsstark war.
Die späte Klärung der Motorenfrage ermöglichte Tyrrell nur eine eingeschränkte Vorbereitung auf die Saison 1992. Die Konstruktion eines neuen Autos war in der Kürze der verbleibenden Zeit nicht möglich. Das Team konnte daher nur den aus dem Jahr 1991 datierenden 020 an den neuen Motor anpassen.
Die Allianz mit Ilmor zahlte sich für Tyrrell nicht aus. Anders als in den beiden Jahren zuvor gelang es dem Team nicht, eine Podiumsplatzierung zu erreichen. Ken Tyrrell führte das rückwirkend auf das kleine Budget seines Teams zurück. Während Ilmor zu nahezu jedem Rennen eine weiterentwickelte und stärkere Version des Motors lieferte, konnte Tyrrell mit der Entwicklung nicht Schritt halten. Zum Ende des Jahres 1992 beendete Tyrrell die Verbindung mit Ilmor. Der Rennstall entschied sich stattdessen für eine Zusammenarbeit mit dem japanischen Hersteller Yamaha, der für die kommenden Jahre seine Motoren kostenfrei bereitstellte.

## Technik
Der Tyrrell 020B war eine Weiterentwicklung des 020, den Harvey Postlethwaite konstruiert hatte. Da Postlethwaite Ende 1991 zu Sauber gegangen war, um den Sauber C12 zu entwickeln, verantworteten George Ryton und Mike Coughlan den Umbau des 020. Die wesentlichen technischen Spezifikationen blieben unverändert; Ziel der Arbeiten war neben der Einpassung des Motors vor allem eine Verbesserung der Gewichtsverteilung, die angesichts des schweren Honda-Motors im vergangenen Jahr problematisch gewesen war. Unverändert blieb auch die Karosserie. Daraus ergaben sich in den ersten Rennen einige Probleme. Der Ilmor-Motor hatte einen größeren Kühlbedarf als das letztjährige Honda-Triebwerk. Die Karosserie des 020B war darauf zunächst nicht ausgelegt, sodass es zu Saisonbeginn zu überhitzungsbedingten Ausfällen kam. Erst im Frühsommer erkannte das Team das Problem und reagierte darauf.
Im Laufe des Jahres arbeitete Tyrrell dem von den Spitzenteams gesetzten Trend folgend an computergesteuerten Systemen zur Traktionskontrolle („active ride“) und Niveauregulierung („ride high control“), Letzteres beschränkt auf die Vorderräder. Die Arbeiten konnten allerdings aus finanziellen Gründen nicht erfolgbringend abgeschlossen werden, sodass es bei einigen experimentellen Einsätzen im Spätsommer blieb.
Der Ilmor-Motor war ein Zehnzylindertriebwerk mit einem Bankwinkel von 72 Grad. Der Motorblock bestand aus Aluminium, der Hubraum betrug 3498 cm³. Die Benzineinspritzung und das Zündsystem kamen von Zytek. Das Gewicht des Motors wurde mit 125 kg angegeben. Die Kraftübertragung erfolgte über ein manuell geschaltetes Sechsganggetriebe von Tyrrell, das quer eingebaut war.
Nachdem Tyrrell im vergangenen Jahr Pirelli-Reifen verwendet hatte, nutzte das Team nunmehr Reifen von Goodyear.

## Produktion
Tyrrell stellte im Laufe des Jahres acht Chassis vom Typ 020B her, von denen zwei als Reservefahrzeuge dienten und nicht zum Einsatz kamen. Das am häufigsten verwendete Chassis war der 020B/9, der bei zehn aufeinander folgenden Rennen von Andrea de Cesaris eingesetzt wurde. Der 020B/7 wurde achtmal von Olivier Grouillard eingesetzt.
| Grand Prix     | Tyrrell 020B/3 | Tyrrell 020B/5 | Tyrrell 020B/6 | Tyrrell 020B/7 | Tyrrell 020B/8 | Tyrrell 020B/9 | Tyrrell 020B/10 | Tyrrell 020B/11 |
| -------------- | -------------- | -------------- | -------------- | -------------- | -------------- | -------------- | --------------- | --------------- |
| Südafrika      |                |                | Ersatzwagen    | Grouillard     |                | de Cesaris     |                 |                 |
| Mexiko         |                |                | Ersatzwagen    | Grouillard     |                | de Cesaris     |                 |                 |
| San Marino     |                |                |                | Ersatzwagen    | Grouillard     | de Cesaris     |                 |                 |
| Spanien        |                |                | Ersatzwagen    |                |                | de Cesaris     | Grouillard      |                 |
| San Marino     |                |                | Ersatzwagen    |                |                | de Cesaris     | Grouillard      |                 |
| Monaco         |                |                | Ersatzwagen    |                |                | de Cesaris     | Grouillard      |                 |
| Kanada         |                |                | Ersatzwagen    |                |                | de Cesaris     | Grouillard      |                 |
| Frankreich     |                |                | Ersatzwagen    |                |                | de Cesaris     | Grouillard      |                 |
| Großbritannien | Ersatzwagen    | Grouillard     |                |                |                | de Ceaaris     |                 |                 |
| Deutschland    | Ersatzwagen    |                |                | Grouillard     |                | de Cesaris     |                 |                 |
| Ungarn         | Ersatzwagen    | de Cesaris     |                | Grouillard     |                |                |                 |                 |
| Belgien        | Ersatzwagen    | de Cesaris     |                | Grouillard     |                |                |                 |                 |
| Italien        | Ersatzwagen    | de Cesaris     |                | Grouillard     |                |                |                 |                 |
| Portugal       | Ersatzwagen    | Grouillard     |                |                |                |                |                 | de Cesaris      |
| Japan          | Ersatzwagen    |                |                | Grouillard     |                |                |                 | de Cesaris      |
| Australien     | Ersatzwagen    |                |                | Grouillard     |                |                |                 | de Cesaris      |

## Lackierung und Sponsoring
Der 020B war 1991 blau-weiß lackiert. Der deutsche Elektrogerätehersteller Braun, im vergangenen Jahr Hauptsponsor des Rennstalls, hatte die Verbindung zu Tyrrell mit Ablauf des Jahres 1991 gelöst. Zu den Hauptsponsoren gehörten 1992 das französische Mineralölunternehmen Elf, das Tyrrell bereits in den 1960er- und 1970er-Jahren bei Tyrrell unterstützt hatte, sowie der japanische Snack-Hersteller Calbee und Procter & Gamble, die mit dem Haushaltsreiniger Mastro Lindo (ital. für Meister Proper) warben. Hinzu kamen zahlreiche kleinere Geldgeber, die sich für einzelne Rennen bei Tyrrell einkauften.

## Fahrer
Tyrrell übernahm für die Saison 1992 keinen Fahrer des Vorjahres. Stefano Modena, der für Ken Tyrrell eine Enttäuschung war, fuhr nun für Jordan Grand Prix. Sein Ersatz war der letztjährige Jordan-Pilot Andrea de Cesaris. De Cesaris hatte den Ruf eines unfallträchtigen Rennfahrers, der in zwölf Jahren für neun verschiedene Teams gefahren war; Ken Tyrrell schätzte ihn allerdings als erfahrenen Piloten, der zuverlässige Rückmeldungen über den Zustand des Autos gab: „Diese Fähigkeit ist wichtig, wenn sich ein Team keine regelmäßigen Testfahrten leisten kann.“ Das zweite Auto übernahm Olivier Grouillard, der im letzten Jahr bei den schwach aufgestellten Teams Fondmetal und AGS gefahren war.

## Renneinsätze
Andrea de Cesaris war der erfolgreichere der beiden Tyrrell-Fahrer. Mit zwei Ausnahmen (Deutschland und Italien) erreichte er deutlich bessere Qualifikationsergebnisse als Grouillard; sein bestes Trainingsergebnis war der siebte Startplatz im letzten Rennen des Jahres. De Cesaris kam bei sieben Rennen ins Ziel, viermal davon in den Punkterängen. Alle Punkte, die Tyrrell 1992 erreichte, erzielte de Cesaris. Sein bestes Ergebnis im Tyrrell 020B war der vierte Platz beim Großen Preis von Japan. Sechsmal fiel er infolge eines Defekts im Motorumfeld aus, zwei weitere Male durch einen Fahrfehler. Ein Motorschaden machte auch de Cesaris Einsatz beim Saisonfinale zunichte: Vom erwähnten besten Qualifikationsergebnis des Jahres auf dem siebten Startplatz gestartet, fiel de Cesaris nach 29 Runden auf Platz 6 liegend aus. Grouillard kam nur viermal ins Ziel. Sein bestes Ergebnis war der achte Platz beim Großen Preis von San Marino, wo er von Platz 20 gestartet war. Auch in der Qualifikation überzeugte Grouillard weniger; am weitesten vorne startete er ebenfalls in Australien von Rang 13. Grouillard erlitt vier Motor- und drei Getriebe- bzw. Kupplungsdefekte, vier Ausfälle waren auf Fahrfehler bzw. Kollisionen mit anderen Fahrern zurückzuführen. Auch seine beste Position während eines Rennens fiel einem Fahrfehler zum Opfer: In Spanien lag Grouillard auf Platz 7, als er wegen eines Drehers ausschied.

## Rennergebnisse
| Fahrer               | Nr.                  | 1   | 2   | 3   | 4   | 5   | 6   | 7  | 8   | 9   | 10  | 11  | 12  | 13  | 14  | 15  | 16  | Punkte | Rang |
| -------------------- | -------------------- | --- | --- | --- | --- | --- | --- | -- | --- | --- | --- | --- | --- | --- | --- | --- | --- | ------ | ---- |
| Formel-1-Saison 1992 | Formel-1-Saison 1992 |     |     |     |     |     |     |    |     |     |     |     |     |     |     |     |     | 8      | 6    |
| O. Grouillard        | 3                    | DNF | DNF | DNF | DNF | 8   | DNF | 12 | 11  | 11  | DNF | DNF | DNF | DNF | DNF | DNF | DNF | 8      | 6    |
| A. De Cesaris        | 4                    | DNF | 5   | DNF | DNF | DNF | DNF | 5  | DNF | DNF | DNF | 8   | 8   | 6   | 9   | 4   | DNF | 8      | 6    |

| Legende  | Legende            | Legende                                                          |
| Farbe    | Abkürzung          | Bedeutung                                                        |
| -------- | ------------------ | ---------------------------------------------------------------- |
| Gold     | –                  | Sieg                                                             |
| Silber   | –                  | 2. Platz                                                         |
| Bronze   | –                  | 3. Platz                                                         |
| Grün     | –                  | Platzierung in den Punkten                                       |
| Blau     | –                  | Klassifiziert außerhalb der Punkteränge                          |
| Violett  | DNF                | Rennen nicht beendet (did not finish)                            |
| Violett  | NC                 | nicht klassifiziert (not classified)                             |
| Rot      | DNQ                | nicht qualifiziert (did not qualify)                             |
| Rot      | DNPQ               | in Vorqualifikation gescheitert (did not pre-qualify)            |
| Schwarz  | DSQ                | disqualifiziert (disqualified)                                   |
| Weiß     | DNS                | nicht am Start (did not start)                                   |
| Weiß     | WD                 | zurückgezogen (withdrawn)                                        |
| Hellblau | PO                 | nur am Training teilgenommen (practiced only)                    |
| Hellblau | TD                 | Freitags-Testfahrer (test driver)                                |
| ohne     | DNP                | nicht am Training teilgenommen (did not practice)                |
| ohne     | INJ                | verletzt oder krank (injured)                                    |
| ohne     | EX                 | ausgeschlossen (excluded)                                        |
| ohne     | DNA                | nicht erschienen (did not arrive)                                |
| ohne     | C                  | Rennen abgesagt (cancelled)                                      |
| ohne     | keine WM-Teilnahme |                                                                  |
| sonstige | P/fett             | Pole-Position                                                    |
| sonstige | 1/2/3/4/5/6/7/8    | Punktplatzierung im Sprint-/Qualifikationsrennen                 |
| sonstige | SR/kursiv          | Schnellste Rennrunde                                             |
| sonstige | *                  | nicht im Ziel, aufgrund der zurückgelegten Distanz aber gewertet |
| sonstige | ()                 | Streichresultate                                                 |
| sonstige | unterstrichen      | Führender in der Gesamtwertung                                   |